# Nigrette à front jaune
Nigrita luteifrons
Espèce
Statut de conservation UICN

 LC  : Préoccupation mineure
Statut CITES
La Nigrette à front jaune (Nigrita luteifrons) est une espèce de passereaux appartenant à la famille des Estrildidae.